# Sirusho
Sirusho (orm. Սիրուշո), właśc. Siranusz Harutjunjan (orm. Սիրանուշ Հարությունյան; ur. 7 stycznia 1987 w Erywaniu) – ormiańska piosenkarka, wykonująca muzykę z pogranicza popu, R&B i ormiańskiemu folku.
Rozpoczęła karierę muzyczną w 1995, gdzie śpiewała dla ormiańskiej diaspory w Kanadzie. Mając 10 lat, zwyciężyła w Konkursie dla Młodych Talentów. Wydała pięć albumów studyjnych: Sirusho (2000), Sheram (2005), Hima (2008), Havatum em (2010) i Armat (2016).
Laureatka czterech Armenian National Music Awards. Zdobywczyni czwartego miejsca dla Armenii w 53. Konkursie Piosenki Eurowizji (2008).

## Wczesne lata
Urodziła się 7 stycznia 1987 w Erywaniu, jest córką aktora i reżysera Hraczji Harutjunjany’ego i wokalistki Sjuzan Margarjan. Zaczęła śpiewać w wieku dwóch lat, a jako siedmiolatka napisała pierwsze autorskie utwory.
W 2004 ukończyła Khachik Dashtents School #114 w Erywaniu, zaczęła także naukę gry na fortepianie w szkole muzycznej w Sayat-Nova oraz studia na wydziale stosunków międzynarodowych na Państwowym Uniwersytecie w Erywaniu.

## Kariera
W wieku dziewięciu lat wygrała konkurs młodych talentów, w kolejnych miesiącach brała udział w wielu konkursach muzycznych. W 2000 wydała debiutancki album studyjny, zatytułowany po prostu Sirusho.
W 2004 zaśpiewała gościnnie w projekcie Krista Manarjana The Starry Night Songbook, który został nagrodzony statuetką podczas gali Armenian Music Awards w kategorii "najlepszy album twórcy zaśpiewany przez innych wokalistów". Po występach w repertuarze popowym i soulowym zaczęła pracę nad materiałem zachowanym w stylistyce folkowym. W 2005 wydała drugi album studyjny pt. Szeram, który promowała singlem „Szo'ro'ra”, a także odebrała trzy Armenian National Music Awards (ANMA) za wygraną w kategoriach: „najlepszy album roku”, „najlepsza wykonawczyni” i „przyszłość muzyki ormiańskiej”.
W 2006 napisała utwór „Mez woczincz czi bażani”, dedykowany zmarłej, bliskiej Sirusho piosenkarce Warduhi Wardanjani. Otrzymała też nagrodę dla najlepszej wokalistki roku na gali Annual Armenian-Russian Diaspora Music Awards w Moskwie. W 2007 wydała trzeci album studyjny pt. Hima. W międzyczasie została okrzyknięta „wokalistką roku” na gali wręczenia ormiańskich nagród muzycznych (ANMA).

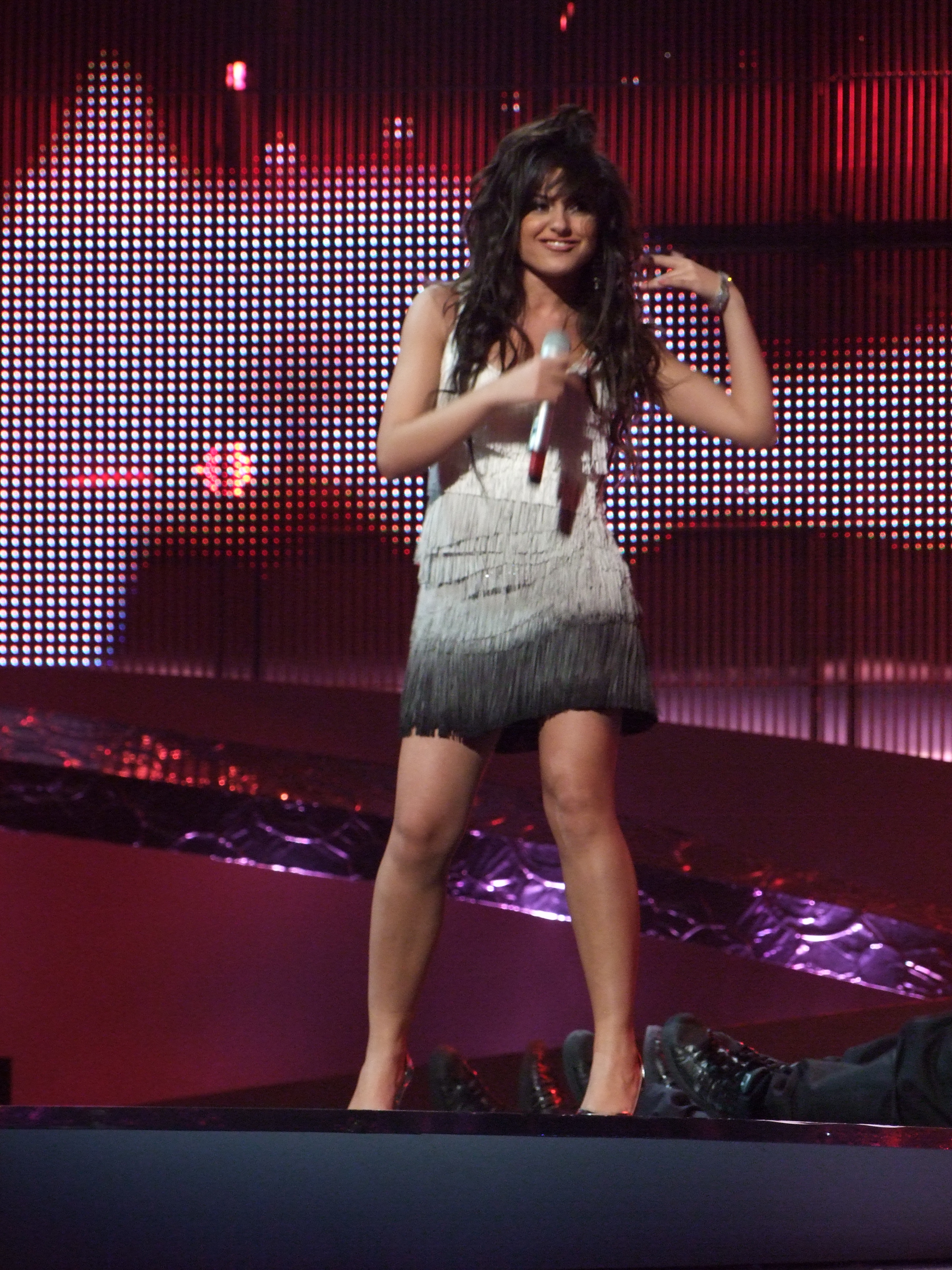
Sirusho podczas występu w 53. Konkursie Piosenki Eurowizji, maj 2008

W listopadzie 2007 została ogłoszona reprezentantką Armenii w 53. Konkursie Piosenki Eurowizji organizowanym w Belgradzie. 9 marca wystąpiła w koncercie eliminacyjnym, podczas którego wyłoniona została jej konkursowa piosenka; w trakcie widowiska zaśpiewała cztery utwory – „Strong”, „Can’t Control It”, „I Still Breathe” i „Qélé, Qélé”, który zdobył największe poparcie telewidzów i jurorów. W maju pomyślnie przeszła przez półfinał Eurowizji i awansowała do finału, w którym zajęła czwarte miejsce, zdobywszy 199 punktów, uzyskując tym samym najwyższe miejsce w historii startów Armenii w konkursie. Po finale konkursu otrzymała Nagrodę Fanów im. Marcela Bezençona, przyznawaną przez szwedzki portal Gylleneskor.se.
W kwietniu 2009 zaprezentowała piosenki greckojęzyczny utwór w swojej karierze – „Erotas”, który napisali Hayko i Natalia Germanu. Piosenkę zaśpiewała premierowo w kwietniu podczas ceremonii wręczenia Tashir Armenian Awards w Salonikach. W maju podała wyniki ormiańskiego głosowania w finale 54. Konkursu Piosenki Eurowizji, a w trakcie łączenia na żywo wywołała skandal, prezentując zdjęcie monumentu Tatik u Papik, który jest jednym z powodów spięć politycznych między Armenią a Azerbejdżanem. W tym czasie wydała też utwór „Time to Pray”, który nagrała wraz z Boazem Maudą i Jeleną Tomašević, reprezentantami Izraela i Serbii w 53. Konkursie Piosenki Eurowizji. Autorami piosenki, nawołującej do pokoju na świecie, byli Mauda oraz Szimon Peres, prezydent Izraela oraz Laureat Pokojowej Nagrody Nobla z 1994.
W lutym 2010 wystąpiła gościnnie z singlem „Havatum em” w finale ormiańskich eliminacji do 55. Konkursu Piosenki Eurowizji. Początkowo napisała piosenkę z myślą o innym artyście, jednak postanowiła dołączyć utwór do własnego repertuaru. Pod koniec miesiąca wystąpiła jako gość specjalny maltańskich selekcji eurowizyjnych, wzięła też udział w corocznej akcji charytatywnej w kraju. Latem 2010 wydała czwarty album studyjny, również zatytułowany Havatum em. Album promowała singlami „Erotas”, „Time to Pray”, utworami z krajowych eliminacji do Eurowizji 2008 („Strong”, „Can’t Control It” i „I Still Breathe”) oraz tytułowym.
We wrześniu 2010 opublikowała utwór „I Like It”, którym zapowiadał kolejny album. W grudniu 2011 wystąpiła gościnnie z remiksem utworu „Qélé, Qélé” w finale 9. Konkursu Piosenki Eurowizji dla Dzieci organizowanym w Erywaniu. W grudniu 2012 opublikowała singiel „PreGomesh”, inspirowany ormiańską kompozycją folkową „Lorva gutanerg” Komitasa Wardapeta. W październiku 2013 nagrała utwór „See” we współpracy z Sakisem Ruwasem oraz znalazła się w rankingu 6 nieamerykańskich idoli przygotowanym przez amerykański magazyn „W”. W 2014 otrzymała nominację do nagród World Music Award w trzech kategoriach: „najlepsza ormiańska piosenkarka”, „najlepszy ormiański utwór” i „najlepszy ormiański teledysk”. W listopadzie opublikowała własną wersję piosenki Harouta Pamboukjiana „Tariner”, którą nagrała razem z artystą, a także zagrała koncert w Nokia Theatre w Los Angeles. W 2015 wydała singiel „Kga mi or”, który napisała z okazji 100. rocznicy ludobójstwa Ormian. Utwór umieściła na piątym albumie studyjnym pt. Armat, który wydała 28 października 2016.

## Życie prywatne

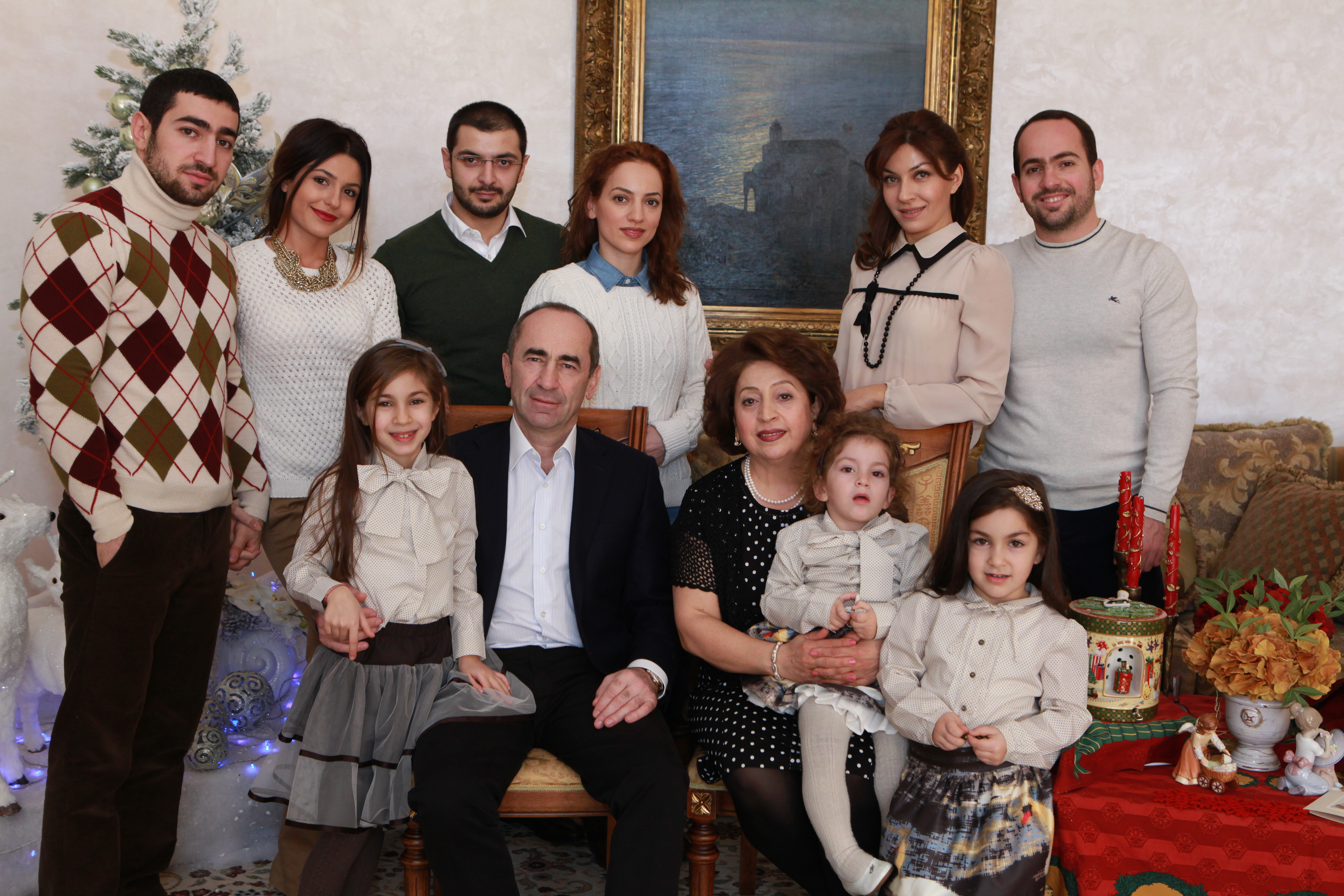
Sirusho w gronie rodziny

6 czerwca 2009 poślubiła Lewona Koczariana, syna Roberta Koczariana. W lipcu 2014 urodziła pierwsze dziecko.

## Dyskografia
Albumy studyjne
| Rok  | Tytuł                                                            |
| ---- | ---------------------------------------------------------------- |
| 2000 | Sirusho - Data: 1996 - Wydawca: –                                |
| 2005 | Sheram - Data: 2005 - Wydawca: Karen Studio                      |
| 2008 | Hima - Data: 27 kwietnia 2008 - Wydawca: Karen Studio            |
| 2010 | Havatum em - Data: 22 maja 2010 - Wydawca: Sirusho Production    |
| 2016 | Armat - Data: 28 października 2016 - Wydawca: Sirusho Production |

Single
- 2005 – „Szo'ro'ra”
- 2005 – „Sery mer”
- 2006 – „Majrik”
- 2006 – „Heranum em”
- 2007 – „Hima”
- 2007 – „Arjani e” (z So'fi Mchejan)
- 2007 – „Mez woczincz czi bażani”
- 2008 – „Qélé, Qélé”
- 2009 – „Erotas”
- 2009 – „Time to Pray” (z Boazem Maudą i Jeleną Tomašević)
- 2010 – „Havatum em”
- 2011 – „I Like It”
- 2012 – „PreGomesh”
- 2013 – „See” (z Sakisem Ruwasem)
- 2014 – „Tariner” (z Haroutem Pamboukjianem)
- 2015 – „Kga mi or”